# Kê Gà
Kê Gà (Vietnamees: Hải đăng Kê Gà) is een vuurtoren in xã Tân Thành, een xã in huyện Hàm Thuận Nam, een van de huyện in de Vietnamese provincie Bình Thuận. De vuurtoren staat op het eiland Bà in de Zuid-Chinese Zee. Het eiland is ook bekend van de Kê Gàkaap.
De toren is gebouwd in 1897 en kwam in 1900 in gebruik. De hoogte van de toren bedraagt ongeveer 35 meter. De lamp bevindt zich ongeveer 65 meter boven zeeniveau. De lamp heeft een sterkte van 2000 W.
De toren is tegenwoordig een toeristische attractie.